# Panamerikanische Spiele 2023/Schießen
Bei den Panamerikanischen Spielen 2023 in der chilenischen Hauptstadt Santiago de Chile fanden vom 21. bis 27. Oktober 2023 im Sportschießen 15 Wettbewerbe statt, davon je sechs bei den Männern und bei den Frauen sowie drei gemischte Wettbewerbe. Austragungsort war das Polígono de tiro de Pudahuel.

## Bilanz

### Medaillenspiegel
| Platz  | Land                       | Gold | Silber | Bronze | Gesamt |
| ------ | -------------------------- | ---- | ------ | ------ | ------ |
| 1      | Vereinigte Staaten         | 5    | 5      | 8      | 18     |
| 2      | Mexiko                     | 5    | 4      | —      | 9      |
| 3      | Unabhängiges Athleten-Team | 2    | 1      | 1      | 4      |
| 4      | Kanada                     | 1    | —      | 1      | 2      |
| 5      | Chile                      | 1    | —      | —      | 1      |
| 5      | Kuba                       | 1    | —      | —      | 1      |
| 7      | Argentinien                | —    | 2      | —      | 2      |
| 7      | Venezuela                  | —    | 2      | —      | 2      |
| 9      | Ecuador                    | —    | 1      | 1      | 2      |
| 10     | Peru                       | —    | —      | 3      | 3      |
| 11     | Brasilien                  | —    | —      | 1      | 1      |
| Gesamt | Gesamt                     | 15   | 15     | 15     | 45     |

### Medaillengewinner
Männer
| Disziplin                                  | Gold             | Silber          | Bronze           |
| ------------------------------------------ | ---------------- | --------------- | ---------------- |
| 10 m Luftpistole                           | Tugrul Ozer      | James Hall      | Felipe Wu        |
| 25 m Schnellfeuerpistole                   | Leuris Pupo      | Douglas Gómez   | Henry Leverett   |
| 10 m Luftgewehr                            | Edson Ramírez    | Rylan Kissell   | Cristian Morales |
| 50 m Kleinkalibergewehr Dreistellungskampf | Carlos Quezada   | Timothy Sherry  | Lucas Kozeniesky |
| Trap                                       | Jean Pierre Brol | Leonel Martínez | Hebert Brol      |
| Skeet                                      | Vincent Hancock  | Federico Gil    | Nicolás Pacheco  |

Frauen
| Disziplin                                  | Gold               | Silber             | Bronze           |
| ------------------------------------------ | ------------------ | ------------------ | ---------------- |
| 10 m Luftpistole                           | Alejandra Zavala   | Alexis Lagan       | Diana Durango    |
| 25 m Sportpistole                          | Alejandra Zavala   | Diana Durango      | Alexis Lagan     |
| 10 m Luftgewehr                            | Sagen Maddalena    | Fernanda Russo     | Mary Tucker      |
| 50 m Kleinkalibergewehr Dreistellungskampf | Mary Tucker        | Sagen Maddalena    | Shannon Westlake |
| Trap                                       | Adriana Ruano      | Waleska Soto       | Rachel Tozier    |
| Skeet                                      | Francisca Crovetto | Gabriela Rodríguez | Daniella Borda   |

Mixed
| Disziplin        | Gold                          | Silber                           | Bronze                        |
| ---------------- | ----------------------------- | -------------------------------- | ----------------------------- |
| 10 m Luftpistole | Carlos González Andrea Ibarra | Daniel Urquiza Alejandra Zavala  | Nick Mowrer Lisa Emmert       |
| 10 m Luftgewehr  | Kylan Russell Mary Tucker     | Edson Ramírez Goretti Zumaya     | Gavin Barnick Sagen Maddalena |
| Skeet            | Vincent Hancock Dania Vizzi   | Luis Gallardo Gabriela Rodríguez | Dustan Taylor Austen Smith    |